# Alonso de Vargas
Alonso de Vargas († 1595) was een Spaans militair die successen behaalde en een steile carrière maakte aan het begin van de Tachtigjarige Oorlog.

## Loopbaan
Vargas werd geboren in de lage adel van Jerez de los Caballeros in Zuid-West-Spanje. Op een niet nader bekend tijdstip, vermoedelijk aan het einde van de regeerperiode van keizer Karel V, nam hij dienst in het leger. In 1560 vocht hij in de Zeeslag bij Djerba op een galei gecommandeerd door zijn broer Juan. Hij werd gevangen genomen en slaaf gemaakt, maar ontsnapte naar Venetiaans gebied. In 1564 was hij weer paraat op de Noord-Afrikaanse kust in Peñón de Vélez de la Gomera en het volgende jaar nam hij als kapitein deel aan de verdediging van Malta tegen de Turken.
In 1567 trok Vargas onder Alva naar de Spaanse Nederlanden om de opstand te bedwingen. Hij toonde moed in de campagnes tegen Willem van Oranje en Lodewijk van Nassau, onder meer in het beleg van Groningen en in de Slag bij Jemmingen. Toen het na Oranjes eerste invasie kalmer werd, keerde hij weer naar Spanje. Hij greep naast enkele promoties en was in april 1574 terug in de Nederlanden, net op tijd voor de Spaanse zege in de Slag op de Mookerheide. Onder de nieuwe landvoogd Requesens maakte hij verder carrière, hoewel hij voor Alva steeds een bijzondere trouw voelde. Hij kreeg een zitje in de Oorlogsraad en werd kapitein-generaal van de lichte cavalerie, zijn eerste grote commando.
In juli 1576 sloegen de Spanjaarden aan het muiten. Vargas was in Brussel toen het nieuws van de Plundering van Aalst werd vernomen, en moest met Jerónimo de Roda en Julian Romero naar het Koudenbergpaleis worden gebracht om beschutting te vinden tegen de volkswoede. Begin augustus ontkwam hij naar Antwerpen, waar hij met Roda en Romero een "regeringsraad" vormde in de citadel, die het gezag van de gezuiverde Raad van State betwistte. Om het hoofd te bieden aan de troepen die door de zuidelijke staten werden gelicht, ging hij de muiters in Aalst ophalen, niet zonder eerst een omweg te maken langs de streek van Leuven om een Brabants-staatse legermacht een nederlaag toe te brengen. In Antwerpen ontlaadden de spanningen zich in de Spaanse Furie, een driedaagse verschrikking waar Vargas deel aan had.
Na het Eeuwig Edict werd het Leger van Vlaanderen afgebouwd en keerde Vargas terug naar zijn geboortedorp Jerez. Als dank voor bewezen diensten werd hij ridder in de Orde van Sint-Jacob en kreeg hij de encomienda Socobos. In 1580 wilde hij deelnemen aan de Invasie van Portugal, maar het commando dat hem werd aangeboden vond hij zo beneden zijn waardigheid, dat hij zich vijf jaar lang terugtrok in zijn huis zonder contact met het hof. In de voorbereiding op de Invasie van Engeland werd zijn kennis toch weer benut door de Oorlogsraad. Een volgende wapenfeit was zijn deelname aan het neerslaan van de rebellie rond Antonio Pérez in Aragón in 1591. Ofschoon kapitein-generaal van een 15.000 man sterk leger, vocht hij met tegenzin tegen wat hij beschouwde als christenen en trouwe onderdanen van de koning. In een reeks memories begon hij steeds scherpere kritiek te spuien, tot hij van zijn bevel werd ontheven. In ongenade ging hij weer wonen in Jerez. Kennelijk verkreeg hij in 1595 rehabilitatie en werd hij benoemd tot onderkoning van Navarra, maar de dood verraste hem voor hij die functie kon opnemen.

## Privé
Hij was getrouwd met Inés de Vargas, met wie hij een zoon Pedro de Vargas had, die hem zou opvolgen als bevelhebber van Socobos.